# Asarum monodoriflorum
Asarum monodoriflorum là một loài thực vật có hoa trong họ Aristolochiaceae. Loài này được Hatus. & Yamahata mô tả khoa học đầu tiên năm 1989.